# Lanshan (sockenhuvudort i Kina, Liaoning Sheng, lat 41,80, long 124,09)
Lanshan är en sockenhuvudort i Kina. Den ligger i provinsen Liaoning, i den nordöstra delen av landet, omkring 58 kilometer öster om provinshuvudstaden Shenyang. Antalet invånare är 5 089. Befolkningen består av 2 463 kvinnor och 2 626 män. Barn under 15 år utgör 12,0 %, vuxna 15-64 år 78 %, och äldre över 65 år 9,0 %.
Runt Lanshan är det ganska tätbefolkat, med 90 invånare per kvadratkilometer. Närmaste större samhälle är Fushun, 15,5 km väster om Lanshan. Omgivningarna runt Lanshan är en mosaik av jordbruksmark och naturlig växtlighet.
Genomsnittlig årsnederbörd är 1 120 millimeter. Den regnigaste månaden är juli, med i genomsnitt 254 mm nederbörd, och den torraste är januari, med 9 mm nederbörd.